# Rostpannad knottfågel
Rostpannad knottfågel (Conopophaga castaneiceps) är en fågel i familjen knottfåglar inom ordningen tättingar.

## Utseende och läte
Rostpannad knottfågel är en knubbig och kortstjärtad fågel. Hanen är grå med kastanjebrun hjässa och bruntonad rygg. Honan är brunare med kastanjebrunt även på hals och bröst. Båda könen har en delvis dold fjäderplym bakom ögat som den kan resa. Sången består av ett hårt skallrande ljud som stiger i tonhöjd.

## Utbredning och systematik
Rostpannad knottfågel delas in i fyra underarter:
- Conopophaga castaneiceps chocoensis – förekommer i Colombia (västra Andernas västsluttning och Baudóbergen i västra Chocó)
- Conopophaga castaneiceps castaneiceps – förekommer i centrala och östra Anderna i Colombia, Ecuador
- Conopophaga castaneiceps chapmani – förekommer Andernas östsluttning från södra Ecuador till norra Peru (San Martín)
- Conopophaga castaneiceps brunneinucha – förekommer i Andernas östsluttning i Peru (Huánuco till Cusco)

## Levnadssätt
Rostpannad knottfågel hittas i undervegetation i bergsbelägen molnskog. Den påträffas vanligen enstaka nära marken.

## Status och hot
Arten har ett stort utbredningsområde, men tros minska i antal, dock inte tillräckligt kraftigt för att den ska betraktas som hotad. Internationella naturvårdsunionen IUCN listar arten som livskraftig (LC).

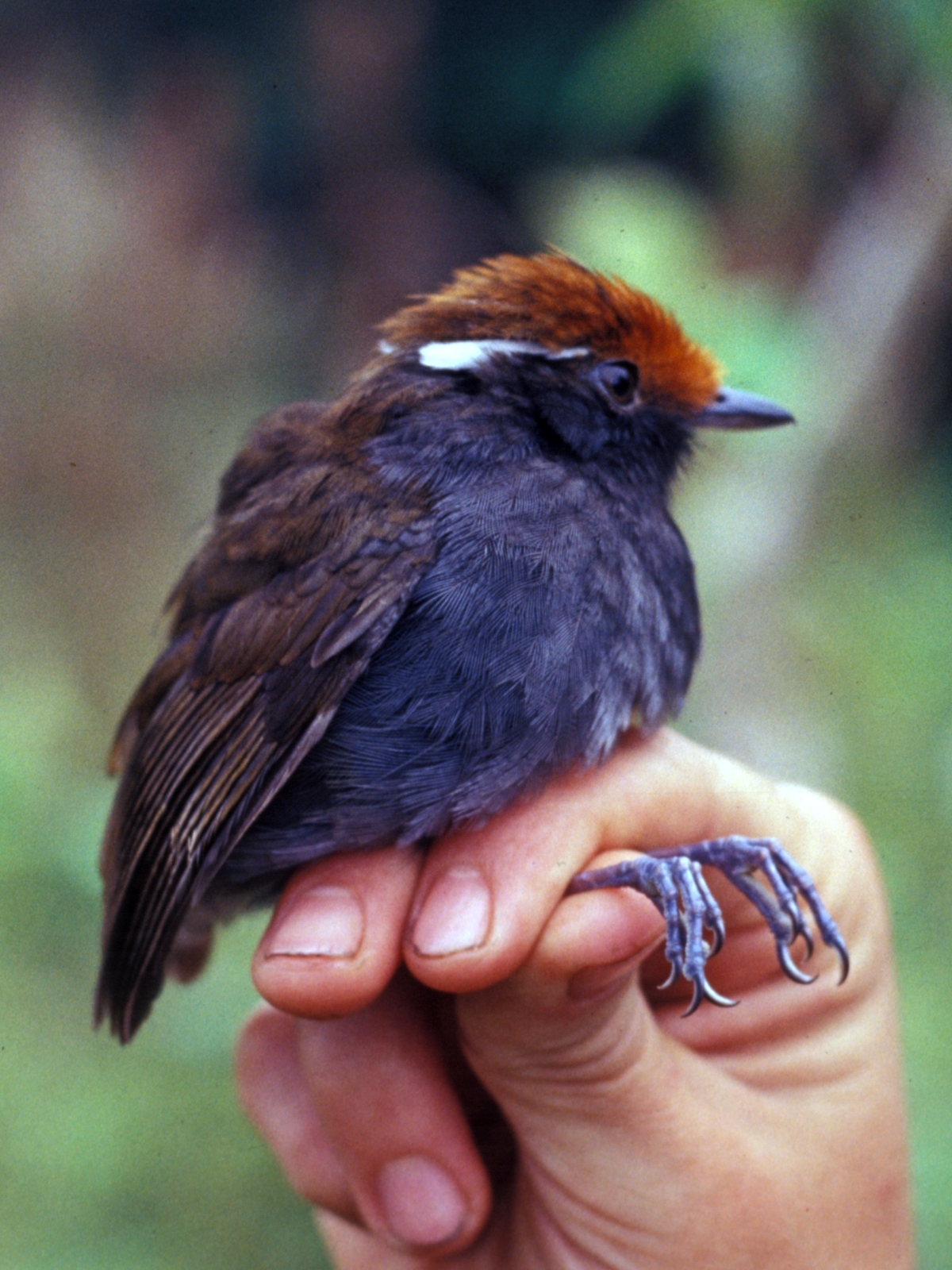